# Paradosso di Jevons
Il cosiddetto paradosso di Jevons è una tesi che nasce da un'osservazione dell'economista William Stanley Jevons, secondo cui i miglioramenti tecnologici che aumentano l'efficienza di una risorsa possono fare aumentare il consumo di quella risorsa, anziché diminuirlo. La sua affermazione appare paradossale perché contraddice il senso comune, ma non esprime un'antinomia ed è, anzi, accolta nell'ambito della riflessione teorica. L'aumento di efficienza si traduce in una diminuzione di costi e, quindi, in un aumento dei consumi. Se l'aumento avvenga o meno dipende dall'elasticità della domanda. Se la domanda è rigida, la variazione di prezzo non induce sensibili variazioni nel consumo dell'output e quindi induce una diminuzione del consumo dell'input della risorsa. Viceversa, se la domanda è elastica (variazioni di prezzo producono aumenti nel consumo dell'output), ci sono incrementi anche nell'input. Si tratta del cosiddetto 'effetto rebound'.
Il paradosso è enunciato nel libro The Coal Question (1865), ove Jevons osservava che il consumo di carbone in Inghilterra era cresciuto dopo che James Watt aveva introdotto il motore a vapore, alimentato a carbone, che aveva un'efficienza maggiore dell'efficienza del motore di Thomas Newcomen (la macchina a vapore di Newcomen). Con le innovazioni di Watt il carbone diventò una fonte di energia più redditizia e si pervenne ad un suo maggiore consumo. Quindi, il consumo di carbone aumentò, pur essendo diminuita la quantità di carbone richiesta per produrre il medesimo lavoro.

## Le implicazioni
Talvolta il paradosso di Jevons è stato utilizzato per ostacolare l'aumento dell'efficienza d'utilizzo delle risorse, il che però significa eliminare alcuni benefici che la risorsa genererebbe. Ad esempio un motore a vapore più efficiente ha permesso di far viaggiare molte più persone. Ci si riferisce spesso a questo principio in associazione al Picco del petrolio, per mostrare che il risparmio di petrolio non ritarderà l'arrivo o gli effetti del picco. L'ipotesi del paradosso di Jevons è la costanza del rifornimento di una risorsa, con la conseguenza che una diminuzione di prezzo provoca un aumento della domanda dell'output. Se questa ipotesi è sostituita da quella contraria, cioè che il rifornimento diminuisca col tempo, il paradosso di Jevons può condurre ad una costanza o ad un aumento del prezzo, con i relativi effetti sulla domanda.
Il paradosso di Jevons viene spesso citato nei dibattiti in tema di ambiente per argomentare che:
- l'aumento d'efficienza nella produzione e nel consumo di energia, come nella produzione di benessere e PIL per unità di energia, non ridurrà le risorse impiegate, invece ne cambierà l'uso;
- il risparmio energetico e la sobrietà su scala mondiale sono poco utili, senza il supporto di una politica di pianificazione familiare e quindi di una cultura sessuale nella sua accezione più estesa. Viceversa, il risparmio di risorse risparmiate permetterebbe il mantenimento di un surplus di popolazione.

Diverse considerazioni si possono fare per confutare queste interpretazioni relativamente al petrolio. La domanda di petrolio è rigida, quindi un aumento dell'efficienza nel suo uso ha un piccolo effetto rebound, conseguentemente tale aumento provoca una diminuzione del suo consumo. Purtuttavia l'aumento di efficienza può contribuire lo stesso ad un aumento del consumo di petrolio perché contribuisce all'accelerazione della crescita economica, con conseguente aumento di domanda energetica.

## Le critiche
Il paradosso di Jevons presuppone un "mercato ideale", a "concorrenza perfetta". Le condizioni reali o altre circostanze, volute o involontarie, possono drenare gli effetti dell'aumento di efficienza, mantenendo costante il prezzo e il consumo, oppure possono 'irrigidire' la domanda fino a farne diminuire il consumo assoluto o almeno il consumo pro capite. Ad esempio, a differenza degli USA, in molti Paesi tra cui l'Italia il mercato dei carburanti è soggetto a consistenti accise, che condizionano il prezzo dell'output e sterilizzano in parte il paradosso di Jevons.
Pur considerando un mercato di concorrenza perfetta Jevons non prese in considerazione che la ragionevole ipotesi di introduzione di una nuova risorsa (tipicamente il petrolio, più efficiente rispetto al carbone) dal punto di vista teorico rende privo di senso ricorrere alla pianificazione familiare per contenere la domanda della risorsa meno efficiente.